# Chodża Ahmad Jasawi

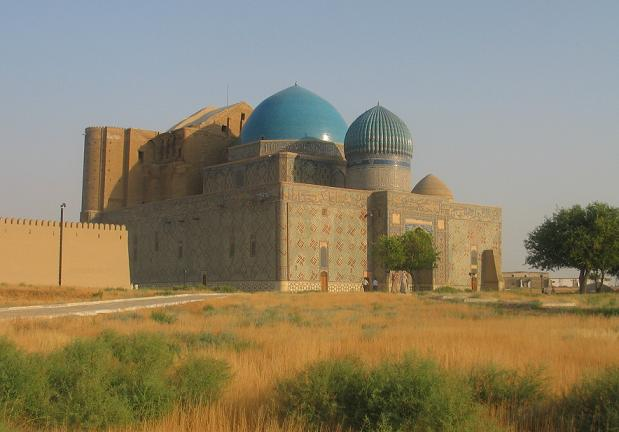
Mauzoleum Chodży Ahmada Jasawiego w Kazachstanie

Chodża Ahmad Jasawi (ur. 1106 w Sajramie, zm. 1166 w Turkiestanie) – suficki myśliciel (mistyk muzułmański), poeta. Był uczniem Jusufa Hamdaniego i stworzył pierwsze centrum nauki sufickiej w Azji Środkowej. Uznany za świętego przez zakon suficki Nakszbandijja.
Wywarł duży wpływ na kształtowanie się poglądów mistycznych w świecie tureckojęzycznym.
Yasavi jest najwcześniejszym znanym, tureckim poetą piszącym utwory w dialekcie tureckim. Jego wiersze dały początek nowemu rodzajowi literackiemu - religijnej poezji ludowej - w literaturze tureckiej Azji Środkowej i miały znaczący wpływ na twórczość poetów mistycznych w kolejnych wiekach. 
Był także założycielem pierwszego tureckiego bractwa mistycznego - Yeseviye (Yasaviyya), które bardzo szybko rozprzestrzeniło się na obszarach zajmowanych w tym czasie przez Turków.
Timur zbudował na jego cześć mauzoleum w Turkiestanie (miejscu jego śmierci).